# Выползово (Ардатовский район)
Вы́ползово — село в Ардатовском районе Нижегородской области Россия.

## Этимология
Существует несколько версий происхождения названия села. По первой версии, происходит от омонимичного слова, так как выползово означало предместье или крайние в поселении дома или новое село, основанное поблизости от старого, а Выползово было основано переселенцами из села Голяткина. По другой версии, название происходит от географии села, дома в котором как бы выползают на речной откос.

## История
В 18-19вв. село имело второе название — Макарьево («Выползово, Макарьево тож»). Основным занятием населения было земледелие. Сеяли рожь, пшеницу, ячмень, овес, просо, горох. Помещиков не было, но жило зажиточно три семьи. В селе имелись ветряная и паровая мельницы. У четырёх семей были молотильни, за работу им платили зерном.
Основная религиозная группа в селе — православные. Здесь была деревянная церковь, работала она до организации колхозов, к началу XXI века — в разрушенном состоянии. Были в селе и старообрядцы, которые молились на дому.

## Географическое положение
Село Выползово находится на юго-западе Нижегородской области России между автомобильными дорогами Ардатов — Арзамас и Ардатов — Саконы на правом берегу реки Нучи. Расстояние до Ардатова 14 км на юго-запад. Село соединено просёлочными дорогами на северо-западе с селом Левашовым (расстояние 1,5 км), на юго-востоке с селом Сосновкой (6 км), на юге — с селом Ризадеевым (4 км), на западе — с селом Нучаровым (3 км). В селе имеются два небольших озера. Высота над уровнем моря около 132 метров.
Село Выползово, как и вся Нижегородская область, находится в часовой зоне МСК (московское время). Смещение применяемого времени относительно UTC составляет +3:00.

## Административная принадлежность
Село Выползово входит в состав Личадеевского сельсовета Ардатовского муниципального округа Нижегородской области Российской Федерации.

## Климат
Село находится в зоне умеренно-континентального климата, который характеризуется холодной продолжительной зимой и тёплым, но достаточно коротким летом. За год выпадает в среднем 450—550 мм осадков, из них 68 % — в виде дождя и 32 % — в виде снега. Среднегодовая относительная влажность воздуха — 76 %. Снежный покров достигает 50 см, а в особо снежные зимы может достигать одного метра и более.
Весна приходит резко, обычно к середине апреля, при этом вплоть до середины мая нередки заморозки. Лето сравнительно короткое и достаточно жаркое — в отдельные годы температура может достигать 36 °C. Шапка лета приходится на июль. В конце весны и лета нередки грозы — их может случаться до 20 за год, почти каждый год выпадает град. Осень приходит в сентябре и стоит до начала ноября, но уже в сентябре нередки заморозки. Зима наступает в начале ноября и продолжается до середины марта. Обычно первый снег выпадает в октябре и держится в течение пяти месяцев, сходит к 10—15 апреля. Почва промерзает на глубину 70—90 см.
Вегетационный период составляет 189 дней, продолжительность безморозного периода — 137 дней.

## Население
| Численность населения | Численность населения | Численность населения | Численность населения | Численность населения | Численность населения | Численность населения | Численность населения | Численность населения | Численность населения | Численность населения | Численность населения |
| 1751                  | 1758                  | 1859                  | 1897                  | 1912                  | 1916                  | 1978                  | 1993                  | 1999                  | 2002                  | 2010                  | 2021                  |
| --------------------- | --------------------- | --------------------- | --------------------- | --------------------- | --------------------- | --------------------- | --------------------- | --------------------- | --------------------- | --------------------- | --------------------- |
| 539                   | ↗652                  | ↗696                  | ↘615                  | ↗747                  | ↗840                  | ↘240                  | ↘132                  | ↘112                  | ↘101                  | ↘53                   | ↘21                   |

## Инфраструктура
В селе две улицы: Садовая и Трудовая.